# 小盾塘鳢属
小盾塘鳢属为鰕虎鱼目鰕虎鱼亚目塘鱧科下的一个属。

## 下属物种
- 小盾塘鱧(Parviparma straminea)，也是小盾塘鳢属的唯一物種[1]

## 扩展阅读
- 維基物種上的相關：小盾塘鱧属
- WoRMS数据：http://www.marinespecies.org/aphia.php?p=taxdetails&id=270311 （页面存档备份，存于）